# Australochelys

Wygląd ziemi w okresie występowania żółwi Australochelys

Australochelys – rodzaj wymarłego żółwia, najstarszego jakiego znaleziono w Afryce, żyjącego na przełomie późnego triasu i wczesnej jury.
OpisZnaleziono tylko czaszkę (brak dolnej szczęki) oraz fragment pancerza, które opisano pod nazwą Australochelys africanus. Trudno ocenić wiek znaleziska, dlatego często przyjmuje się, że jest to wczesna jura. Skamieniałości gatunku A. africanus porównuje się do znalezionych w Ameryce Południowej Palaeochersis talampayensis. Pomimo tak skąpych znalezisk odkrycie tych skamieniałości jest bardzo ważne, gdyż jak oceniają naukowcy w tym okresie zaczął się podział na żółwie bokoszyjne (Pleurodira) i skrytoszyjne (Cryptodira).
Miejsce znalezieniaprowincja Wolne Państwo, RPA (Afryka)